# Velika nagrada Španjolske

## Pobjednici

### Višestruki pobjednici (vozači)
| Pobjede | Vozač              | Pobjednička godina                       |
| ------- | ------------------ | ---------------------------------------- |
| 6       | Michael Schumacher | 1995., 1996., 2001., 2002., 2003., 2004. |
| 6       | Lewis Hamilton     | 2014., 2017., 2018., 2019., 2020., 2021. |
| 3       | Jackie Stewart     | 1969., 1970., 1971.                      |
| 3       | Nigel Mansell      | 1987., 1991., 1992.                      |
| 3       | Alain Prost        | 1988., 1990., 1993.                      |
| 3       | Mika Häkkinen      | 1998., 1999., 2000.                      |
| 2       | Emerson Fittipaldi | 1972., 1973.                             |
| 2       | Mario Andretti     | 1977., 1978.                             |
| 2       | Ayrton Senna       | 1986., 1989.                             |
| 2       | Kimi Räikkönen     | 2005., 2008.                             |
| 2       | Fernando Alonso    | 2006., 2013.                             |

### Višestruki pobjednici (konstruktori)
| Pobjede | Konstruktor | Pobjednička godina                                                                 |
| ------- | ----------- | ---------------------------------------------------------------------------------- |
| 12      | Ferrari     | 1954., 1974., 1981., 1990., 1996., 2001., 2002., 2003., 2004., 2007., 2008., 2013. |
| 8       | McLaren     | 1975., 1976., 1988., 1989., 1998., 1999., 2000., 2005.                             |
| 7       | Williams    | 1987., 1991., 1992., 1993., 1994., 1997., 2012.                                    |
| 7       | Mercedes    | 2014., 2015., 2017., 2018., 2019., 2020., 2021.                                    |
| 6       | Lotus       | 1968., 1972., 1973., 1977., 1978., 1986.                                           |
| 3       | Red Bull    | 2010., 2011., 2016.                                                                |

### Pobjednici po godinama
| Godina        | Vozač              | Bolid              | Lokacija     |
| ------------- | ------------------ | ------------------ | ------------ |
| 1951.         | Juan Manuel Fangio | Alfa Romeo         | Pedralbes    |
| 1952. - 1953. | Nije održana       | Nije održana       | Nije održana |
| 1954.         | Mike Hawthorn      | Ferrari            | Pedralbes    |
| 1955. - 1967. | Nije održana       | Nije održana       | Nije održana |
| 1968.         | Graham Hill        | Lotus-Ford         | Jarama       |
| 1969.         | Jackie Stewart     | Matra-Ford         | Montjuic     |
| 1970.         | Jackie Stewart     | March-Ford         | Jarama       |
| 1971.         | Jackie Stewart     | Tyrrell-Ford       | Montjuic     |
| 1972.         | Emerson Fittipaldi | Lotus-Ford         | Jarama       |
| 1973.         | Emerson Fittipaldi | Lotus-Ford         | Montjuic     |
| 1974.         | Niki Lauda         | Ferrari            | Jarama       |
| 1975.         | Jochen Mass        | McLaren-Ford       | Montjuic     |
| 1976.         | James Hunt         | McLaren-Ford       | Jarama       |
| 1977.         | Mario Andretti     | Lotus-Ford         | Jarama       |
| 1978.         | Mario Andretti     | Lotus-Ford         | Jarama       |
| 1979.         | Patrick Depailler  | Ligier-Ford        | Jarama       |
| 1980.         | Nije održana       | Nije održana       | Nije održana |
| 1981.         | Gilles Villeneuve  | Ferrari            | Jarama       |
| 1982. - 1985. | Nije održana       | Nije održana       | Nije održana |
| 1986.         | Ayrton Senna       | Lotus-Renault      | Jerez        |
| 1987.         | Nigel Mansell      | Williams-Honda     | Jerez        |
| 1988.         | Alain Prost        | McLaren-Honda      | Jerez        |
| 1989.         | Ayrton Senna       | McLaren-Honda      | Jerez        |
| 1990.         | Alain Prost        | Ferrari            | Jerez        |
| 1991.         | Nigel Mansell      | Williams-Renault   | Barcelona    |
| 1992.         | Nigel Mansell      | Williams-Renault   | Barcelona    |
| 1993.         | Alain Prost        | Williams-Renault   | Barcelona    |
| 1994.         | Damon Hill         | Williams-Renault   | Barcelona    |
| 1995.         | Michael Schumacher | Benetton-Renault   | Barcelona    |
| 1996.         | Michael Schumacher | Ferrari            | Barcelona    |
| 1997.         | Jacques Villeneuve | Williams-Renault   | Barcelona    |
| 1998.         | Mika Häkkinen      | McLaren-Mercedes   | Barcelona    |
| 1999.         | Mika Häkkinen      | McLaren-Mercedes   | Barcelona    |
| 2000.         | Mika Häkkinen      | McLaren-Mercedes   | Barcelona    |
| 2001.         | Michael Schumacher | Ferrari            | Barcelona    |
| 2002.         | Michael Schumacher | Ferrari            | Barcelona    |
| 2003.         | Michael Schumacher | Ferrari            | Barcelona    |
| 2004.         | Michael Schumacher | Ferrari            | Barcelona    |
| 2005.         | Kimi Räikkönen     | McLaren-Mercedes   | Barcelona    |
| 2006.         | Fernando Alonso    | Renault            | Barcelona    |
| 2007.         | Felipe Massa       | Ferrari            | Barcelona    |
| 2008.         | Kimi Räikkönen     | Ferrari            | Barcelona    |
| 2009.         | Jenson Button      | Brawn-Mercedes     | Barcelona    |
| 2010.         | Mark Webber        | Red Bull-Renault   | Barcelona    |
| 2011.         | Sebastian Vettel   | Red Bull-Renault   | Barcelona    |
| 2012.         | Pastor Maldonado   | Williams-Renault   | Barcelona    |
| 2013.         | Fernando Alonso    | Ferrari            | Barcelona    |
| 2014.         | Lewis Hamilton     | Mercedes           | Barcelona    |
| 2015.         | Nico Rosberg       | Mercedes           | Barcelona    |
| 2016.         | Max Verstappen     | Red Bull-TAG Heuer | Barcelona    |
| 2017.         | Lewis Hamilton     | Mercedes           | Barcelona    |
| 2018.         | Lewis Hamilton     | Mercedes           | Barcelona    |
| 2019.         | Lewis Hamilton     | Mercedes           | Barcelona    |
| 2020.         | Lewis Hamilton     | Mercedes           | Barcelona    |
| 2021.         | Lewis Hamilton     | Mercedes           | Barcelona    |